# Zane Johnson
Zane Johnson Jr (Phoenix, Arizona, 1 de agosto de 1989) es un jugador profesional de baloncesto estadounidense.
Inició su carrera como jugador de élite en las filas de la Universidad de Arizona, donde permaneció dos años. Posteriormente pasó a jugar en la Universidad de Hawái. En esta última culminó su etapa universitaria como máximo anotador de tiros de 3 puntos de la historia de esta última institución con 180 triples convertidos.
Su primera experiencia como profesional la tuvo en las filas del Fukukoka Rizing de la liga japonesa con el que disputó 8 encuentros en los que promedió 7,5 puntos y 3,8 rebotes.
A finales de febrero de 2013 se confirmó su fichaje por el Cáceres Patrimonio de la Humanidad de la LEB Oro de España, club al que llegó para cubrir la baja de Devon Van Oostrum que había sido reclamado por el Caja Laboral para disputar la liga ACB.
En la temporada 2014/15 disputó la liga profesional de Canadá con los Orangeville A's y los London Lightning.